# Педашенко, Иван Константинович
Иван Константинович Педашенко (1833 — 1915/1919) — Иркутский и Енисейский губернатор, Амурский и Забайкальский военный губернатор.

## Биография
Родился в 1833 году в Рязанской губернии в дворянской семье. Отец участвовал в Отечественной войне 1812 года. После смерти отца Иван Константинович как сын участника войны был принят на казённый счёт в Первый Московский кадетский корпус. В 1851 году поступил на военную службу — прапорщик лейб-гвардии Финляндского полка. Оставался в Финляндском полку до 1854 года. С 1854 по 1856 год занимал должность полкового адъютанта в Резервном полку. В мае 1858 года по собственному желанию переведён в линейные батальоны Забайкальского казачьего войска . С 1858 года — есаул Забайкальского Казачьего Войска. С 1858 по 1859 год —командующий Енисейским гарнизонным батальоном. В 1859 — войсковой старшина, дежурный штаб-офицер при генерал-губернаторе Восточной Сибири.
В 1861 году Педашенко откомандирован офицером особых поручений в Забайкальское войсковое правление, в Читу. В чине подполковника, занимался вопросами освоения Амура, участвовал в Амурских сплавах. В 1863 году — полковник. С 1865 года — Иркутский губернский воинский начальник, одновременно исполнял должность начальника Иркутского военного госпиталя. С 1866 года — генерал-майор, с 1883 года — генерал-лейтенант.

## Амурский губернатор
С 1866 по 29 мая 1874 года — военный губернатор Амурской области.
С мая 1866 года в связи с болезнью губернатора Н. В. Буссе Педашенко начал временно исполнять обязанности военного губернатора Амурской области и командующего войсками. После смерти Н. В. Буссе, 15 декабря 1866 года произведён в генерал-майоры и назначен Амурским военным губернатором и командующим войсками области. Высочайшим указом от 3 июня 1868 года утверждён в должности губернатора.
Провёл реформу городового управления в Чите, Нерчинске, Троицкосавске, Селенгинске. Занимался вопросами сельского хозяйства, развития культуры и образования. Отвечал за организацию сплавов переселенцев из Забайкалья на Амур. Контролировал строительство Благовещенска, развивал народное образование и здравоохранение. В области строились школы, гимназии, лазареты, было открыто отделение для подготовки медицинских фельдшеров. Организовал систему хлебных магазинов.
14 августа 1874 года выехал из Благовещенска в Иркутск, где был назначен председательствующим в Главном Совете Управления Восточной Сибирью.

## Забайкальский губернатор
С 29 мая 1874 по 18 апреля 1880 года — военный губернатор Забайкальской области. С 1874 (по другим данным, с 1875) по 1880 год — наказный атаман Забайкальского казачьего войска.
В 1878 году уезхал в Петербург — войско Восточной Сибири планировалось пешим порядком перебросить на турецкий фронт. Был переведён в Иркутскую губернию.

## Иркутский губернатор
С 20 апреля 1880 по 17 мая 1882 года — иркутский губернатор. Параллельно занимал должность военного губернатора.
Довольно мягко относился к политическим ссыльным, из-за чего имел конфликты с Восточно-Сибирским генерал-губернатором Д. Г. Анучиным. Сблизился с П. А. Кропоткиным, улучшал жизнь ссыльных поляков. С некоторыми из них надолго сохранил дружеские отношения.

## Енисейский губернатор
С 17 мая 1882 по 1 января 1890 года был Енисейским губернатором. Временно исполнял должность Восточно-Сибирского генерал-губернатора.
Во время губернаторства Педашенко началось строительство Обь-Енисейского канала, в Ачинске и Минусинске были открыты женские прогимназии, Кекурское ремесленное училище, в Енисейске, Ачинске и Красноярске были созданы краеведческие музеи, появились общественные организации (Общество врачей Енисейской губернии, Общество попечения о начальном образовании и другие).
К 1889 году в губернии работали 156 учебных заведений, в которых обучалось около 5 тысяч человек.

## В отставке
Выйдя в отставку, жил в Петербурге, поддерживал близкие отношения с политическими ссыльными, жившими в Енисейской губернии: Лесевичем, Южаковым, Иванчиным-Писаревым, Клеменцом и др. В его доме долгое время жил Потанин.
Ещё до начала Первой мировой войны уехал во Францию, где умер в 1919 (по другим сведениям, в 1915 году).

## Награды
- Орден Святого Владимира 3-й степени
- Орден Святого Владимира 4-й степени
- Орден Святой Анны 2-й степени
- Орден Святого Станислава 1-й степени
- Орден Святого Станислава 2-й степени
- Почётный гражданин Иркутска — 1882 год